# Atletiek op de Paralympische Zomerspelen 2024 - Kogelstoten vrouwen F64
Het Kogelstoten voor vrouwen klasse F64 op de Paralympische Zomerspelen 2024 vond plaats op 5 september in het Stade de France. Deze klasse is voor atletes atletes met een prothese vanwege een beenamputatie of een beenlengteverschil. Dit is een gecombineerde klasse met F63, F44, en F42, wat dan ook de reden is dat er in deze klasse in 2024 twee paralympische records zijn behaald. De winnares was Juan Yao uit Chima, het zilver was voor Arelle Middleton uit de Verenigde Staten en de bronzen medaille werd gewonnen door de Chinese Yue Yang.

## Records
Voorafgaand aan het toernooi waren dit de wereldrecords en Paralympische records.
| Wereldrecord        | F42 | Nigeria Goodness Chiemerie Nwachukwu | 11.64 | Parijs         | 15 juli 2023     |
|                     |     |                                      |       |                |                  |
| Wereldrecord        | F44 | China Juan Yao                       | 13.14 | Doha           | 28 oktober 2015  |
| Paralympisch record | F44 | China Juan Yao                       | 13.92 | Londen         | 3 september 2012 |
|                     |     |                                      |       |                |                  |
| Wereldrecord        | F63 | Frankrijk Alexandra Nouchet          | 10.64 | Kobe           | 23 mei 2024      |
| Paralympisch record | F63 | China Baozhu Zheng                   | 10.06 | Peking         | 9 september 2008 |
|                     |     |                                      |       |                |                  |
| Wereldrecord        | F64 | Zuid-Afrika Maria Combrink           | 11.15 | Port Elizabeth | 25 april 2021    |

## Uitslag
| Rang   | Kl. | Atleet                       | Atleet | #1    | #2    | #3    | #4    | #5    | #6    | Resultaat | Bijz. |
| ------ | --- | ---------------------------- | ------ | ----- | ----- | ----- | ----- | ----- | ----- | --------- | ----- |
| Goud   | F44 | Juan Yao                     | CHN    | 12.27 | 12.39 | 12.53 | x     | 11.77 | 11.96 | 12.53     | SB    |
| Zilver | F44 | Arelle Middleton             | USA    | 12.07 | 12.19 | x     | 12.02 | 11.89 | 11.56 | 12.19     | PB    |
| Brons  | F44 | Yue Yang                     | CHN    | 11.72 | 11.77 | x     | 11.45 | x     | 11.31 | 11.77'    | SB    |
| 4      | F42 | Goodness Chiemerie Nwachukwu | NGR    | 9.41  | 10.48 | 10.44 | 11.25 | 11.46 | 11.49 | 11.49     | PR    |
| 5      | F44 | Funmi Oduwaiye               | GBR    | 11.06 | 11.27 | 10.90 | 10.90 | 10.85 | x     | 11.27     |       |
| 6      | F64 | Faustyna Kotlowska           | POL    | 10.84 | 10.68 | x     | 10.19 | 10.44 | 10.55 | 10.84     | PR    |
| 7      | F44 | Lisa Martin Wagner           | GER    | 9.49  | x     | 10.56 | 9.82  | 10.32 | 10.08 | 10.56     | PB    |
| 8      | F44 | Noraivis de Las Heras Chibas | CUB    | 9.59  | 10.34 | 9.74  | 9.73  | 9.89  | 9.97  | 10.34     | PB    |
| 9      | F44 | Samantha Heyison             | USA    | x     | 10.15 | 10.23 |       |       |       | 10.23     |       |
| 10     | F63 | Alexandra Nouchet            | FRA    | x     | 9.36  | 9.90  |       |       |       | 9.90      |       |
| 11     | F44 | Ida Nesse                    | NOR    | 8.84  | 9.24  | x     |       |       |       | 9.24      |       |
| 12     | F42 | Naibili Vatunisolo           | FIJ    | 9.19  | 8.94  | 8.76  |       |       |       | 9.19      |       |
| 13     | F44 | Litsitso Khotlele            | LES    | 7.68  | 7.66  | 7.75  |       |       |       | 7.75      | PB    |
| 14     | F64 | Selina Seau                  | FIJ    | 7.22  | 7.30  | 7.68  |       |       |       | 7.68      | PB    |
| 15     | F42 | Abraar Albahloul             | LBA    | 5.39  | 4.97  | 5.04  |       |       |       | 5.39      |       |